# Bahnhof Nagano
Der Bahnhof Nagano (jap. 長野駅 Nagano-eki) ist ein Bahnhof auf der japanischen Insel Honshū, der gemeinsam von den Bahngesellschaften JR East, Shinano Tetsudō und Nagano Dentetsu betrieben wird. Er befindet sich in der Präfektur Nagano auf dem Gebiet der Stadt Nagano und ist ein bedeutender Eisenbahnknoten. Unter anderem halten hier Shinkansen-Hochgeschwindigkeitszüge.

## Verbindungen
Nagano ist ein kombinierter Kreuzungs- und Endbahnhof, an dem sieben verschiedene Bahnstrecken aufeinandertreffen. Von diesen gehören vier zu JR East, zwei zur Shinano Tetsudō und eine zur Nagano Dentetsu. Von überragender Bedeutung ist die Schnellfahrstrecke Hokuriku-Shinkansen. Sie verbindet Tokio mit Ōmiya, Nagano, Kanazawa und Tsuruga. Drei verschiedene Shinkansen-Zuggattungen halten hier: Die an sämtlichen Zwischenbahnhöfen haltenden Asama von Tokio nach Nagano, die beschleunigten Hakutaka von Tokio nach Tsuruga und die nur an wenigen Bahnhöfen haltenden Kagayaki von Tokio nach Tsuruga. In Richtung Tokio ergibt dies je nach Tageszeit drei bis fünf Verbindungen je Stunde, in Richtung Kanazawa zwei bis vier.
Mit einem kurzen Abschnitt der Shin’etsu-Hauptlinie verbunden ist die Shinonoi-Linie. Auf dieser verkehrt der Schnellzug Shinano im Stundentakt von Nagano über Shiojiri nach Nagoya. Im Nahverkehr fahren Züge zwischen Nagano und Matsumoto. Nagano ist der Ausgangspunkt der nominell im Bahnhof Shinonoi am südlichen Stadtrand beginnenden Shinano-Linie der Shinano Tetsudō, die über Ueda nach Karuizawa führt. In entgegengesetzter Richtung verläuft die Kita-Shinano-Linie derselben Bahngesellschaft nach Myōkō-Kōgen. Ebenfalls ab Nagano verkehren die Züge der in Toyono beginnenden Iiyama-Linie nach Echigo-Kawaguchi. Außerdem ist Nagano die Endstation der Nagaden Nagano-Linie über Suzaka nach Yudanaka.
Nagano ist ein bedeutender Knotenpunkt des nationalen, regionalen und lokalen Busverkehrs. Auf beiden Bahnhofsvorplätzen befindet sich je ein Busterminal. Der größere steht an der Nordwestseite und umfasst neun Bussteige, die von rund 60 Linien der Gesellschaften Kawanakajima Bus, Nagaden Bus, Alpico Kōtsū, Shoei Express und JR Bus Kantō bedient werden. Vom Busterminal an der Südostseite aus fahren neben vier lokalen Linien insbesondere zahlreiche touristische Linien zu den Wintersportgebieten in der Umgebung ab.

## Anlage
Der Bahnhof steht am Rande der Innenstadt, an der Grenze zwischen den Stadtteilen Minaminagano im Westen, Minamichitose im Norden und Kurita im Süden. Die Nordwestseite ist von zahlreichen Bürohochhäusern, Kaufhäusern, öffentlichen Einrichtungen und Geschäften geprägt, während sich gegen Südosten ausgedehnte Wohnviertel erstrecken. In der Umgebung befinden sich unter anderem die Präfekturverwaltung, der Saikōji-Tempel, das Rathaus, die Shinshū-Universität und die städtische Sportarena.
Die ebenerdige Anlage ist von Südwesten nach Nordosten ausgerichtet und umfasst 13 Gleise, von denen zwölf dem Personenverkehr dienen. Diese sind in drei Gruppen unterteilt. An der Nordwestseite liegen fünf Gleise des konventionellen Schienennetzes an einem Seitenbahnsteig und an zwei Mittelbahnsteigen, die alle vollständig überdacht sind. Getrennt durch ein weiteres Gleis, das dem Güterverkehr vorbehalten ist, schließt sich südöstlich davon der vollständig überdachte und von Schallschutzwänden umschlossene Bahnhof für die Shinkansen-Hochgeschwindigkeitszüge an, bestehend aus vier Gleisen an zwei Mittelbahnsteig. Unter dem nordwestlichen Bahnhofsvorplatz befindet sich der Tunnelbahnhof der Nagano Dentetsu. Er umfasst eine Verteilerebene und eine darunter liegende Gleisebene mit drei stumpf endenden Gleisen an zwei Mittelbahnsteigen.
Über die gesamte Anlage hinweg erstreckt sich das Empfangsgebäude in Form eines Reiterbahnhofs. Es gibt zwei Haupteingänge an der Nordwest- und Südostseite, wobei besonders ersterer mit seinem großen Dachvorsprung und seiner Kolonnade architektonisch bedeutend ist. Der Reiterbahnhof ist ungewöhnlich breit und besitzt eine große Halle mit zahlreichen Läden. Von ihr aus stellen Treppen, Rolltreppen und Aufzüge den Zugang hinunter zu den Bahnsteigen her. Fußgängerbrücken führen über die Bahnhofsvorplätze zu benachbarten Straßen und Gebäuden. Südwestlich des Bahnhofs befindet sich eine Abstellanlage mit sechs Gleisen.
Im Fiskaljahr 2019 nutzten durchschnittlich 30.606 Fahrgäste täglich den Bahnhof. Davon entfielen 20.401 auf JR East, 2785 auf die Shinano Tetsudō und 5798 auf die Nagano Dentetsu.

## Bilder

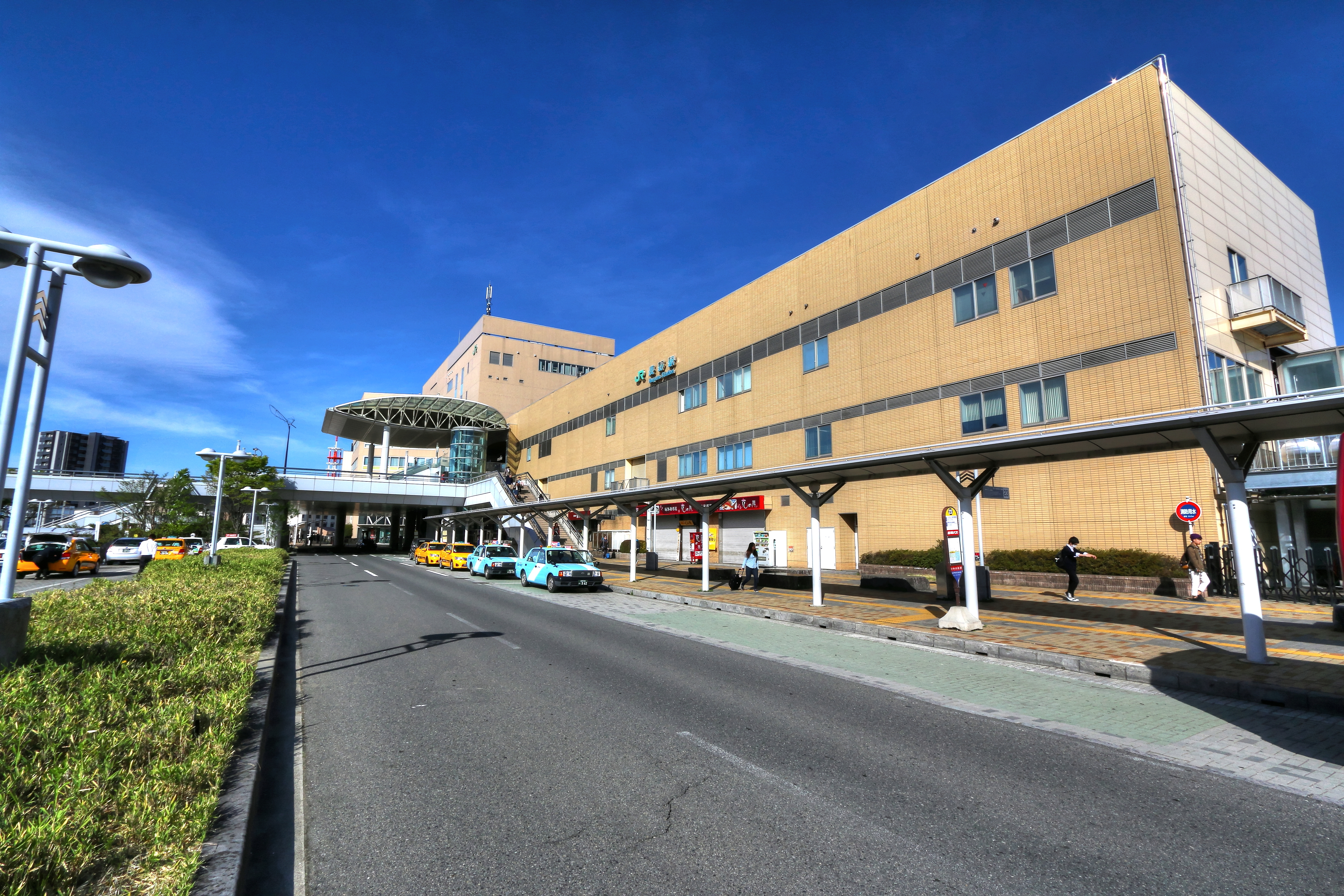
Osteingang
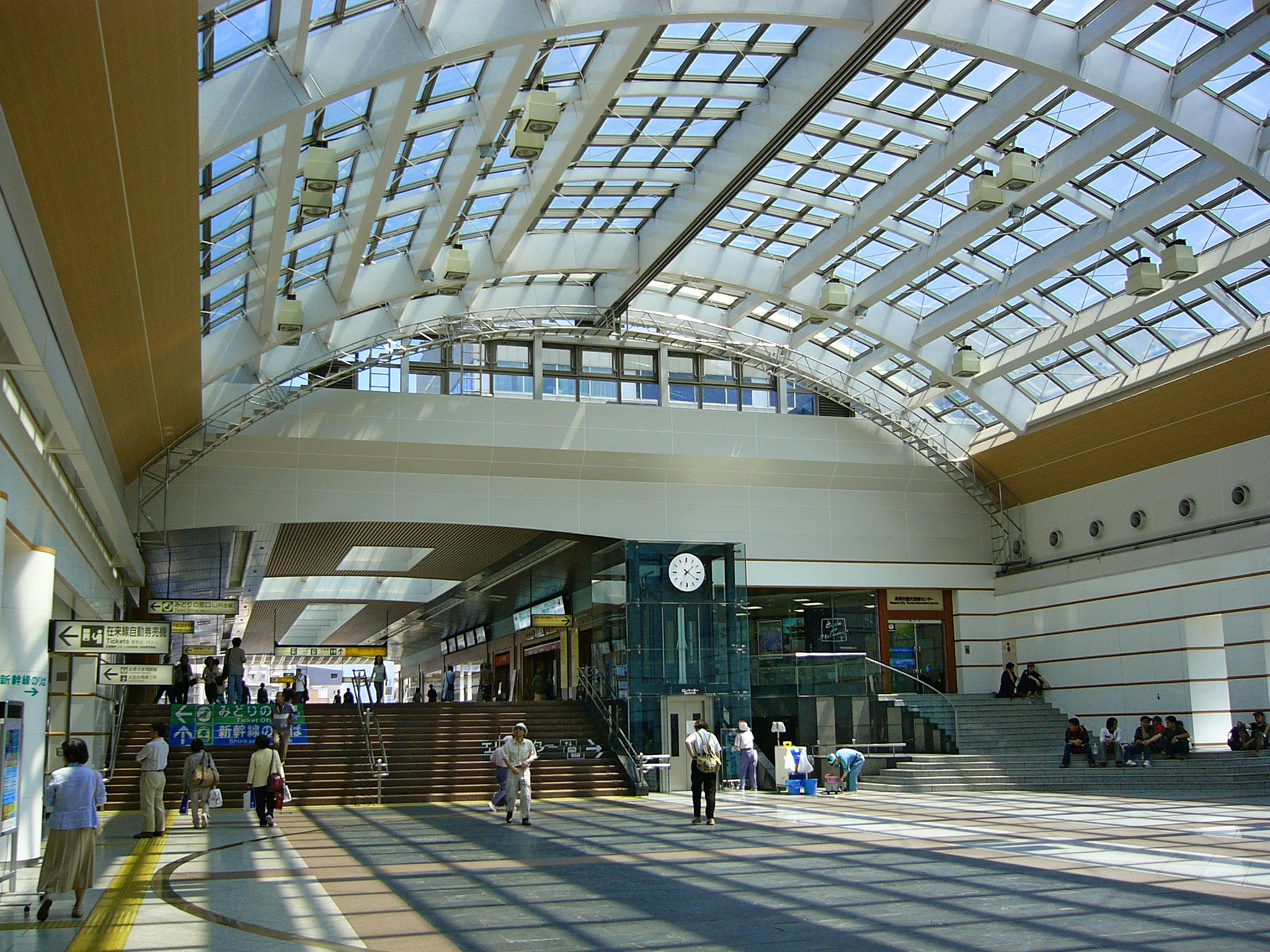
Haupthalle
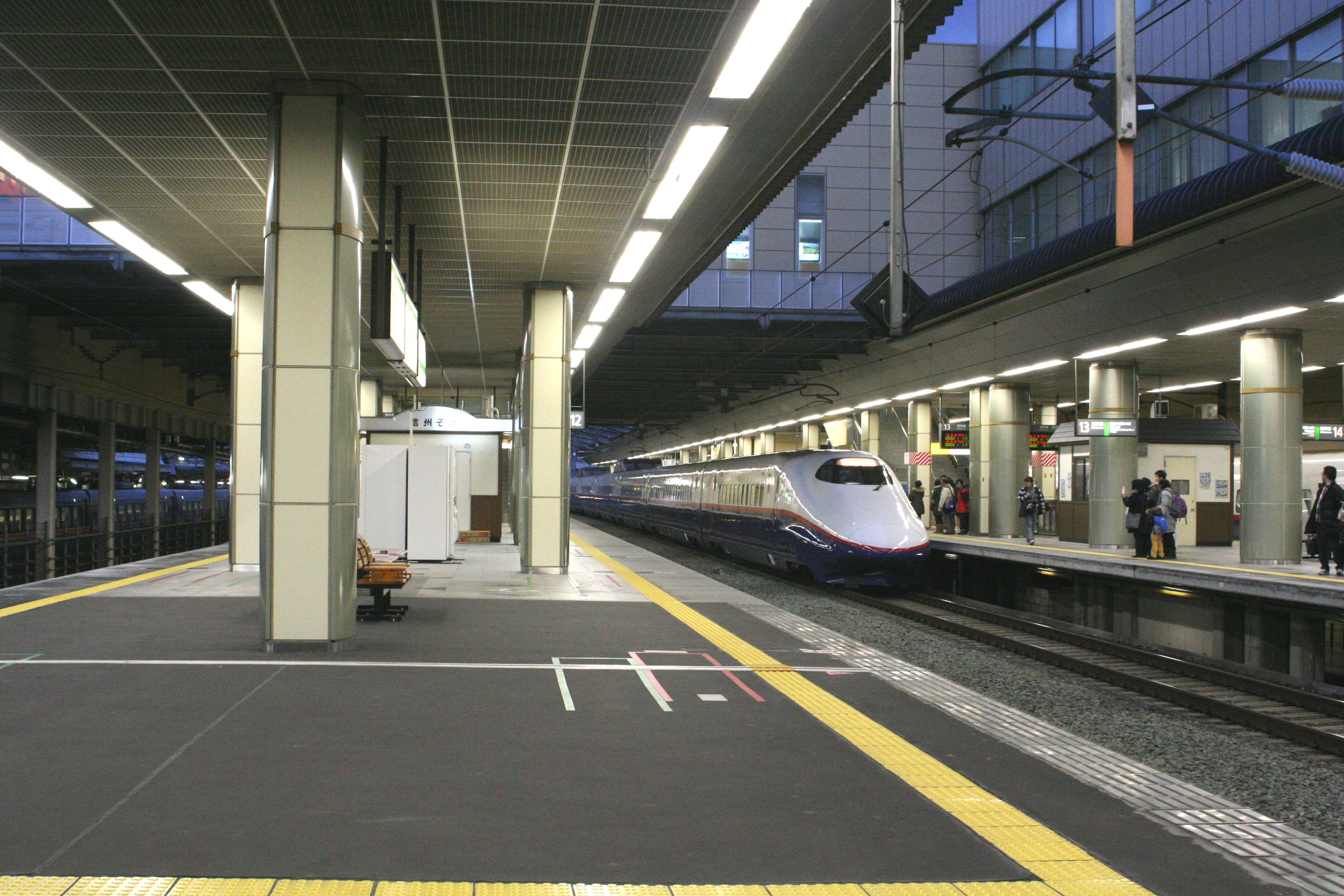
Shinkansen-Bahnsteige
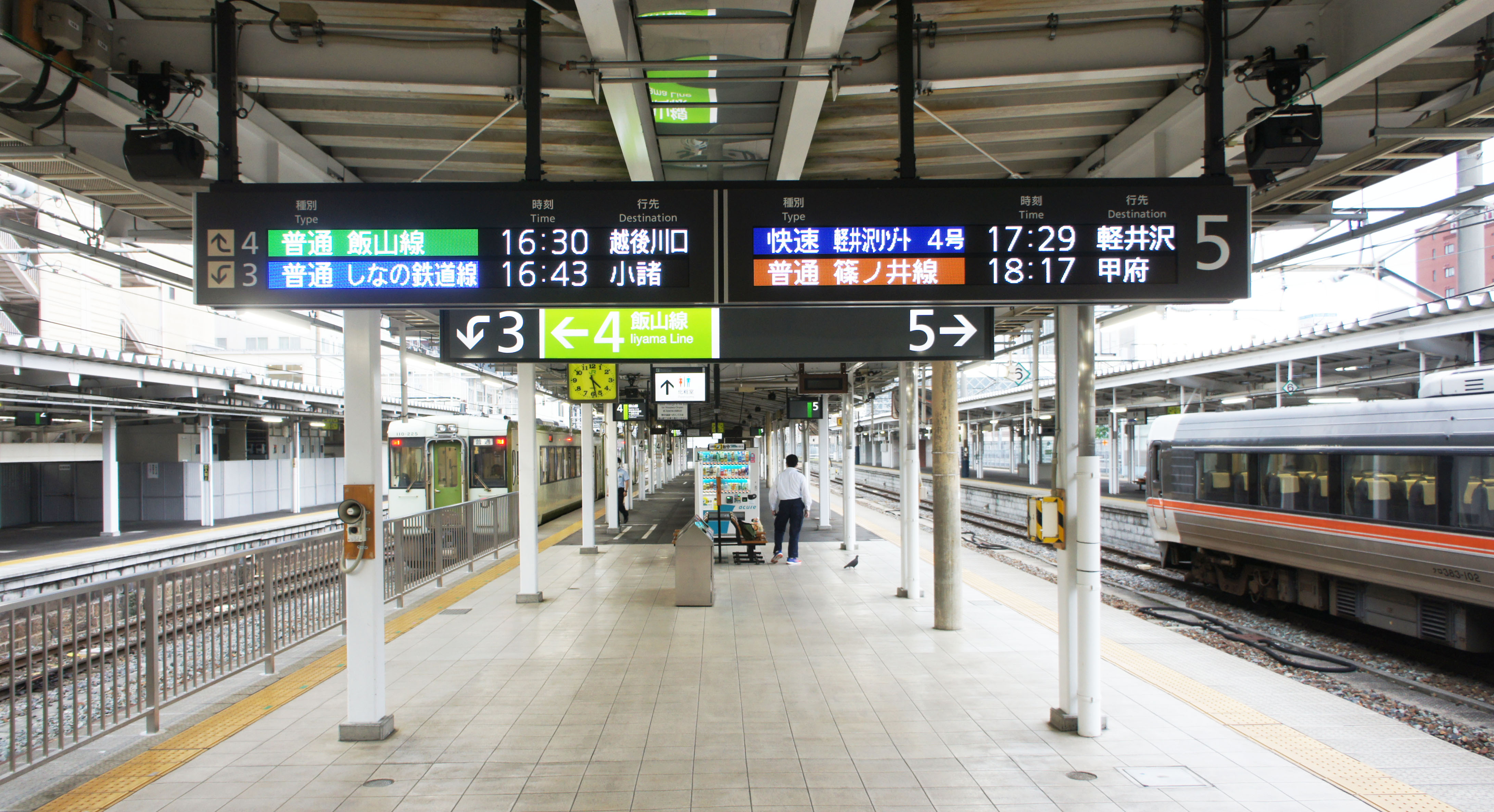
Bahnsteig (Gleise 4/5)
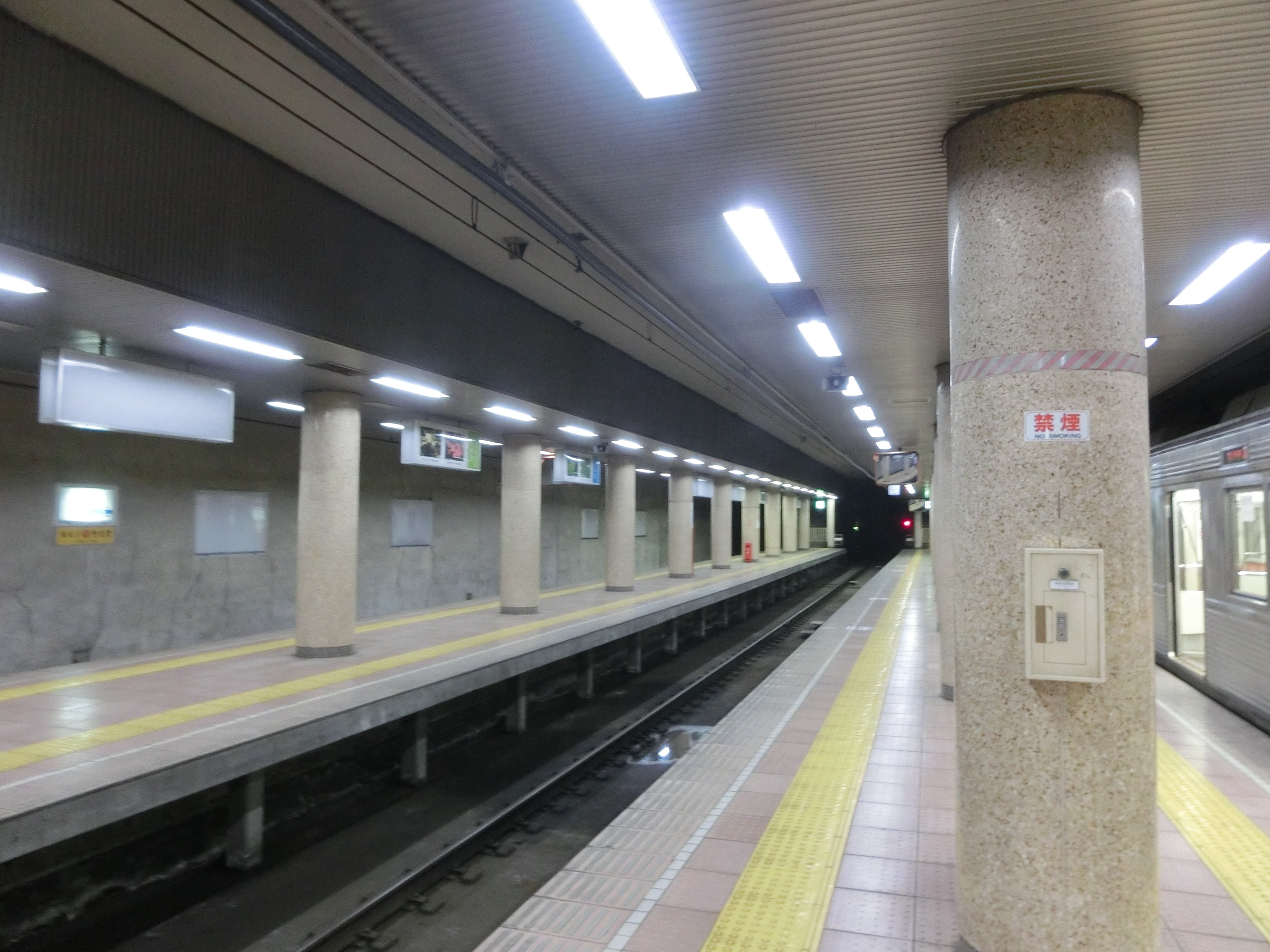
Tunnelbahnhof Nagano Dentetsu
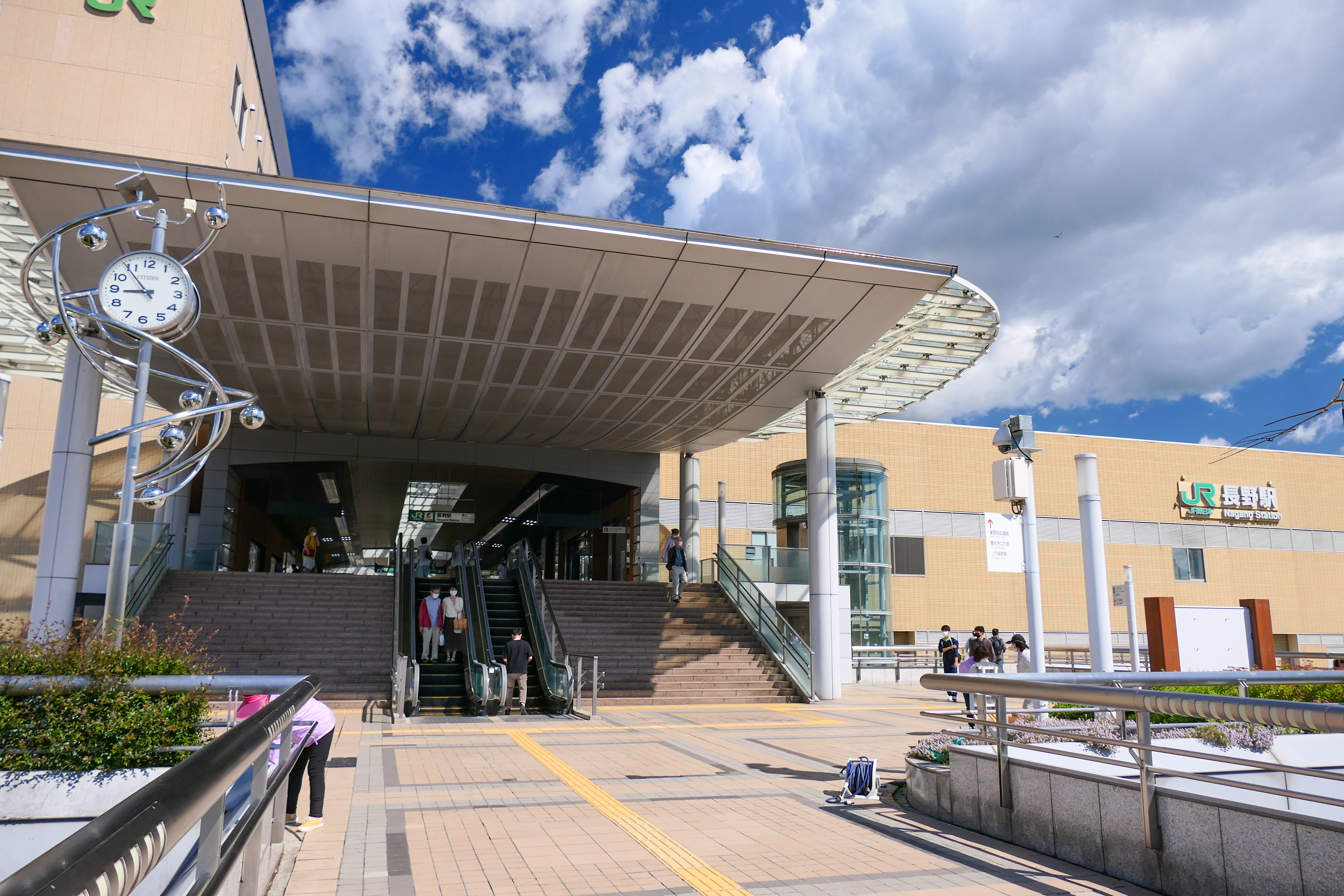
Ostausgang (Mai 2022)

## Linien
| Verlauf der Hokuriku-Shinkansen |
| --- |
| Takasaki • Annaka-Haruna • Karuizawa • Sakudaira • Ueda • Nagano • Iiyama • Jōetsumyōkō • Itoigawa • Kurobe-Unazukionsen • Toyama • Shin-Takaoka • Kanazawa • Komatsu • Kagaonsen • Awaraonsen • Fukui • Echizen-Takefu • Tsuruga |

| Verlauf der Shin’etsu-Hauptlinie |
| --- |
| Sektion Takasaki–Yokokawa: Takasaki • Kita-Takasaki • Gumma-Yawata • Annaka • Isobe • Matsuida • Nishi-Matsuida • Yokokawa Sektion Shinonoi–Nagano: Shinonoi • Imai • Kawanakajima • Amori • Nagano Sektion Naoetsu–Niigata: Naoetsu • Kuroi • Saigata • Dosokohama • Katamachi • Jōgehama • Kakizaki • Yoneyama • Kasashima • Ōmigawa • Kujiranami • Kashiwazaki • Ibarame • Yasuda • Kitajō • Echigo-Hirota • Nagatori • Tsukayama • Echigo-Iwatsuka • Raikōji • Maekawa • Miyauchi • Nagaoka • Kita-Nagaoka • Oshikiri • Mitsuke • Obiori • Tōkōji • Sanjō • Higashi-Sanjō • Honai • Kamo • Hanyūda • Tagami • Yashiroda • Furutsu • Niitsu • Satsukino • Ogikawa • Kameda • Echigo-Ishiyama • Niigata |

| Verlauf der Shinano-Linie |
| --- |
| Karuizawa • Naka-Karuizawa • Shinano-Oiwake • Miyota • Hirahara • Komoro • Shigeno • Tanaka • Ōya • Shinano-Kokubunji • Ueda • Nishi-Ueda • Tekuno-Sakaki • Sakaki • Togura • Chikuma • Yashiro • Yashiro-kōkō-mae • Shinonoi (• Nagano) |

| Verlauf der Kita-Shinano-Linie                                                  |
| ------------------------------------------------------------------------------- |
| Nagano • Kita-Nagano • Sansai • Toyono • Mure • Furuma • Kurohime • Myōkō-Kōgen |

| Verlauf der Shinonoi-Linie |
| --- |
| (Nagano •) Shinonoi • Inariyama • Obasute • Kamuriki • Hijiri-Kōgen • Sakakita • Nishijō • Akashina • Tazawa • Matsumoto • Minami-Matsumoto • Hirata • Murai • Hirooka • Shiojiri |

| Verlauf der Nagaden Nagano-Linie |
| --- |
| Nagano • Shiyakusho-mae • Gondō • Zenkōjishita • Hongō • Kirihara • Shinano-Yoshida • Asahi • Fuzokuchūgakkō-mae • Yanagihara • Murayama • Hino • Suzaka • Kita-Suzaka • Obuse • Tsusumi • Sakurazawa • Entoku • Shinshū-Nakano • Nakano-Matsukawa • Shinano-Takehara • Yomase • Kamijō • Yudanaka |

## Geschichte
Die staatliche Eisenbahnbehörde eröffnete den Bahnhof am 1. Mai 1888, zusammen mit dem von Sekiyama bis hierhin führenden Abschnitt der Shin’etsu-Hauptlinie. Dreieinhalb Monate lang war hier Endstation, bis zur Inbetriebnahme des daran anschließenden Teilstücks nach Ueda am 15. August desselben Jahres. Das bescheidene Empfangsgebäude war zunächst lediglich eingeschossig und bestand aus Holz. 1902 erweiterte man es auf zwei Stockwerke. Am 24. Juni 1928 verlängerte die Nagano Dentetsu die Nagano-Linie vom bisherigen Endbahnhof Gondō zum Bahnhofsvorplatz von Nagano.

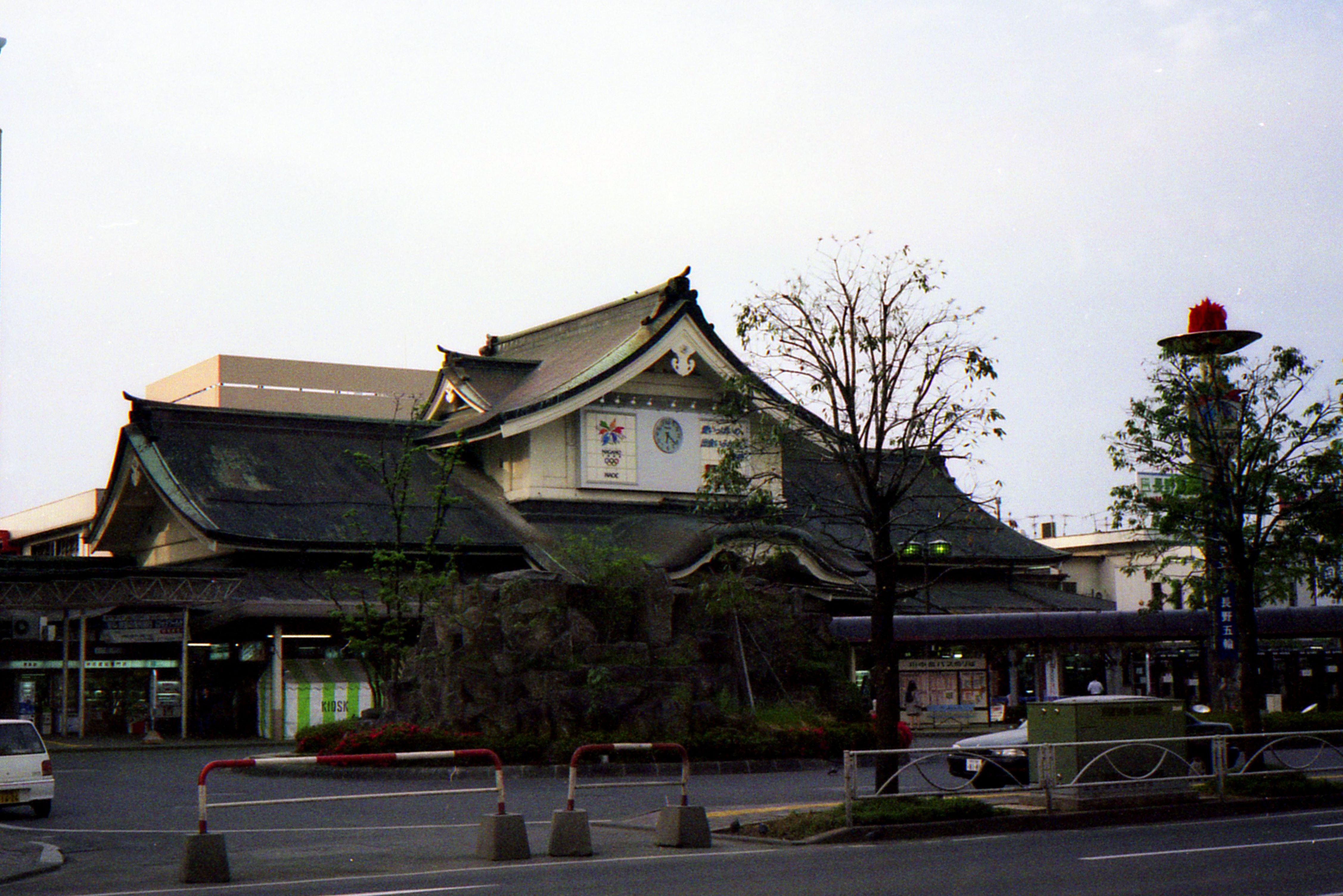
Das tempelartige Empfangsgebäude von 1936 vor dem Umbau

Durch die Inbetriebnahme weiterer Strecken, die außerhalb Naganos in die Shin’etsu-Hauptlinie einmündeten, erwies sich die Kapazität des Bahnhofs allmählich als unzureichend. Im Mai 1935 begannen die Arbeiten für einen Neubau, der am 10. März 1936 feierlich eröffnet wurde. Das Gebäude war dem buddhistischen Tempel Zenkō-ji nachempfunden, der nördlich der Innenstadt liegt. Es handelte sich zwar um eine Stahlbetonstruktur, aber das Dach war aus Holz, um dem Gebäude die Schönheit eines traditionellen japanischen Bauwerks zu verleihen. Das Dach war Kupfer verkleidet; das Material entfernte man jedoch im November 1940, um es der Kriegswirtschaft zur Verfügung zu stellen. Der elektrische Bahnbetrieb hielt am 21. Juni 1963 Einzug. Am 1. Oktober 1968 stellte die Japanische Staatsbahn den Güter-Einzelwagenverkehr ein und verlegte dessen Abfertigung zum benachbarten Bahnhof Kita-Nagano. Um einen reibungslosen Verkehr durch die Innenstadt zu ermöglichen und um zahlreiche niveaugleiche Bahnübergänge aufheben zu können, verlegte die Nagano Dentetsu das Teilstück Nagano–Hongō der Nagano-Linie in einen zwei Kilometer langen Tunnel mit vier Tunnelbahnhöfen. Dessen Eröffnung fand am 1. März 1981 statt.
Im Rahmen der Staatsbahnprivatisierung ging der oberirdische Teil des Bahnhofs am 1. April 1987 in den Besitz der neuen Gesellschaft JR East über, während JR Freight nun für den Güterverkehr zuständig war. Im Hinblick auf die bevorstehende Eröffnung der Hokuriku-Shinkansen und die Olympischen Winterspiele 1998 begannen im Januar 1994 die Arbeiten an einem modernen Reiterbahnhof, der das tempelartige Empfangsgebäude von 1936 ersetzten sollte. Die Eröffnung des Neubaus erfolgte am 22. Juni 1996, worauf das nicht mehr benötigte Bauwerk abgerissen wurde. Die Inbetriebnahme der von Takasaki bis hierhin führenden Schnellfahrstrecke erfolgte am 1. Oktober 1997. 2010/11 fanden umfangreiche Umbauarbeiten statt, um den gesamten Bahnhof barrierefrei zu machen. Die Hokuriku-Shinkansen wurde am 14. März 2015 von Nagano nach Kanazawa verlängert, am selben Tag übertrug JR East einen Teil der Shin’etsu-Hauptlinie an die Shinano Tetsudō.